# 小行星8949
小行星8949（英語：8949）是一颗围绕太阳公转的小行星。1997年2月13日，北京天文台施密特CCD小行星计划在兴隆发现了此天体。
这颗小行星的绝对星等为160.00775等。